# Colobopsis saundersi
Colobopsis saundersi u hormiga explosiva de Malasia es una especie amenazada de hormiga distribuida por el sudeste asiático que pertenece al tipo de "hormigas madereras" o "carpinteras". Puede explotar de forma suicida como último acto de defensa, una capacidad que comparte con otras especies.

## Defensas
Su conducta defensiva incluye el suicidio mediante autotisis. Dos glándulas abdominales de gran tamaño y llenas de veneno recorren todo el cuerpo de la hormiga desde el abdomen hasta las mandíbulas. Cuando el combate se vuelve en su contra, la hormiga contrae violentamente sus músculos abdominales para romper su cuerpo y esparcir veneno o ácido en todas direcciones, por lo que algunos investigadores la conocen también como hormiga kamikaze. La hormiga tiene un enorme abdomen alargado, mucho más largo que el de las hormigas normales, que produce el veneno viscoso y corrosivo que quema e inmoviliza a todas las víctimas cercanas.